# Lazar Dubs
Lazar Dubs (zm. 1865) – poseł do Sejmu Krajowego Galicji I kadencji (1861-1867), doktor medycyny, właściciel dóbr Majdan Średni w powiecie nadwórniańskim.
Wybrany do Sejmu Krajowego w III kurii obwodu Kołomyja, z okręgu wyborczego Miasto Kołomyja. W 1865 na jego miejsce wybrano Maksymiliana Landesbergera.